# Another Suitcase in Another Hall
Az Another Suitcase in Another Hall című dal Madonna amerikai énekesnő harmadik kimásolt kislemeze az Evita című filmzenei albumáról, amely 1997. március 18-án jelent meg a Warner Bros. kiadásában.

## Előzmények
1996-ban Madonna szerepelt az Evita című musicalben, Eva Perón szerepét játszva. A szerepet már régóta szerette volna megkapni, ezért még Alan Parkernek is írt egy levelet, melyben elmagyarázta, hogy miért lenne ő tökéletes a szerepre. Miután megkapta a szerepet, Joan Laderrel énekleckéket vett, mert az Evita megkövetelte a színészektől, hogy énekeljék el a saját részeiket. Lader megjegyezte, hogy az énekesnőnek úgy kellett használnia a hangját, ahogy még soha nem használta. Az Evita egy igazi zenész színház, mely bizonyos értelemben operai. Madonna kifejlesztett egy felső regisztert, melyről nem tudta, hogy létezik. A musicallel ellentétben a filmben a dalt Eva adja elő, miután véget vetett Agustín Magaldival való kapcsolatának, és úgy döntött, hogy jobb életet szeretne élni. A dal nem kapott túl nagy figyelmet, ezért csak a film részleteiből vágtak össze egy rövid videót a dal népszerűsítésére.

## Felvételek
A film dalainak és a filmzene felvétele 1995 szeptemberében kezdődött a londoni CTS Stúdióban, ahol Madonna mellett Antonio Banderas és Jonathan Pryce színészek is részt vettek. Probléma merült fel azzal kapcsolatban, hogy Madonna nem volt teljesen elégedett azzal, hogy egy 84 tagú zenekarral együtt dolgozzon a felvételek során. Megszokta, hogy egy előre felvett számot énekel, és nem hallgatja meg a zenészeket. Emellett a korábbi filmzenei kiadványaival ellentétben alig, vagy egyáltalán nem volt beleszólása a projektbe. "Megszoktam már, hogy saját dalokat írok, bemegyek a stúdióba, kiválasztom a zenészeket, és elmondom, mi hangzik jól, vagy mi nem [...] Nagy dolog volt 46 dalon dolgozni minden érintettel, és nem volt nagy beleszólásunk" - emlékezett vissza Madonna. Parker, Lloyd Webber és Madonna egy rendkívüli találkozó alkalmával döntöttek arról, hogy az énekes egy kortársabb stúdióban veszi fel az éneket, a  hangszerelés viszont máshol történik. A felvételek miatt több szabadidejei is maradt.
A Madonna féle verzió lágy gitárjátékkal kezdődik, törött akkordokkal. Madonna lélegzetelállító hangon énekel, ami még kiszolgáltatottabbá teszi karakterét. Az első vokális belépő a dalba, lebilincselő dallamba vezet a nyitómondattal, - "so what happens now?", - melyet kétszer is ismételnek. A Musicnotes.com által kiadott kotta  szerint a dal 50 BPM tempójű és C-dúr billentyűs hangszerrel komponálták. Madonna éneke A3-tól E♭5-ig terjed. A dalnak van egy C♭–F♭ sorozata, amikor Madonna elénekli a nyitó verzét:  "I don't expect my love affairs to last for long"

## Megjelenés és fogadtatás
A dal hivatalosan a filmzene harmadik kislemezeként került kiadásra 1997. március 18-án Európában. Eredetileg szóba került egy Evita EP kiadása, melyen a "Buenor Aires", a "Don't Cry for Me Argentina" és az "Another Suitcase in Another Hall" remixeit tartalmazta volna, de ez  nem valósult meg. Az Egyesült Királyságban a dal 1997. március 29-én a 7. helyig jutott az angol. kislemezlistán, és összesen 8 hétig volt jelent a Top 100-on. Az Official Charts Company szerint a kislemezből 2008. augusztusáig 75.233 példányt adtak el a szigetországba. A dal az Ír kislemezlistán a 23. helyig jutott, és 3 hétig volt helyezett. Más országokban viszonylag gyengén szerepelt. Svédországban a 60, míg Hollandiában a 91. helyig sikerült jutnia. Az "Another Suitcase in Another Hall" volt Madonna első kislemeze Ausztráliában mely nem került fel az ARIA Top 100-as listára.
Az AllMusic munkatársa Jose F. Promis azt írta: "a dal szerint Madonna visszafogott, és ihletett előadást adott elő [...] Az ember azt reméli, hogy ez a figyelmen kívül hagyott gyöngyszem utat találhat a jövőbeli Madonna slágergyűjteményekbe, mert ez valóban egy csodálatos dal." Thomas S. Hischak író egyszerű dalnak nevezte. A Billboard munkatársa, Geoff Burpee remek, meghitt pillanatnak nevezte az Evite filmzenéjéből. "Igen gyerekek, tud énekelni". A Los Angeles Times-tól David Gritten úgy vélte, hogy Madonna hangja "tökéletes és tiszta, mint egy harang". Neil Strauss a The Herald Journal-tól azt mondta, hogy Madonna sugárzik a dalban.

### Számlista
| - UK CD kislemez 1. "Another Suitcase in Another Hall" (Album version) – 3:32 2. "Don't Cry for Me Argentina" (Miami Mix Edit) – 4:28 3. "You Must Love Me" (Album version) – 2:50 4. "Hello and Goodbye" (Album version) – 1:47 | - UK Limited Edition Jewel Case 1. "Another Suitcase in Another Hall" (Album version) – 3:32 2. "You Must Love Me" (Album version) – 2:50 3. "Hello and Goodbye" – 1:47 4. "Waltz for Eva and Ché" – 4:11 | - UK kazetta single 1. "Another Suitcase in Another Hall" (Album version) – 3:32 2. "Don't Cry for Me Argentina" (Miami Mix) – 6:55 |

### Slágerlista
| Slágerlista (1997)                    | Legjobb helyezés |
| ------------------------------------- | ---------------- |
| Belgium (Ultratip Wallonia)           | 6                |
| Europe (European Hot 100 Singles)     | 61               |
| Italy (Musica e dischi)               | 17               |
| Írország (IRMA)                       | 23               |
| Hollandia (Single Top 100)            | 91               |
| Svédország (Sverigetopplistan)        | 60               |
| Egyesült Királyság (UK Singles Chart) | 7                |